# Istocheta tricaudata
Istocheta tricaudata là một loài ruồi trong họ Tachinidae.